# Lanvellec
 Lanvellec  (en bretón Lanvaeleg) es una población y comuna francesa, situada en la región de Bretaña, departamento de Côtes-d'Armor, en el distrito de Lannion y cantón de Plestin-les-Grèves.

## Demografía
| 688 | 649 | 582 | 590 | 594 | 537 | 549 |
| Para los censos de 1962 a 1999 la población legal corresponde a la población sin duplicidades (Fuente: INSEE [Consultar]) |     |     |     |     |     |     |